# Jive Bunny & The Mastermixers
Jive Bunny and the Mastermixers was een diskjockey-duo uit Rotherham, Groot-Brittannië. Het duo, dat bestond uit vader en zoon John, Leslie Hemstock en Andrew Pickles, scoorde eind jaren 80 enkele wereldwijde hits met medley's van samples uit oude rock-'n-roll-klassiekers en makkelijk in het gehoor liggende deuntjes. In de bijbehorende videoclips speelde het getekende konijn Jive Bunny een hoofdrol.
Jive Bunny scoorde in Nederland een nummer 1-hit met het nummer Swing the mood. Andere hits waren That's what I like en Let's party. In elk van de liedjes werd een oud, instrumentaal lied als thema gebruikt en werden de rock-'n-roll klassiekers in het lied verwerkt. Voor Swing the mood werd het nummer In the mood (van Glenn Miller uit de jaren 40) gebruikt, voor That's what I like werd het thema van de televisieserie Hawaii 5-0 gebruikt.
Na hun derde hit lukte het Jive Bunny & The Mastermixers niet meer om hits te scoren. Les Hemstock zou later actief worden als tranceproducer in het duo Hemstock & Jennings. Pickles zou het hardhouse-duo Tidy Boys oprichten.

## Discografie

### Albums
| Album met eventuele hitnotering(en) in de Nederlandse Album Top 100 | Datum van verschijnen | Datum van binnenkomst | Hoogste positie | Aantal weken | Opmerkingen |
| ------------------------------------------------------------------- | --------------------- | --------------------- | --------------- | ------------ | ----------- |
| The album                                                           | 1989                  | 16-12-1989            | 38              | 9            |             |
| It's party time                                                     | 1991                  | 12-01-1991            | 80              | 4            |             |

### Singles
| Single met eventuele hitnotering(en) in de Nederlandse Top 40 | Datum van verschijnen | Datum van binnenkomst | Hoogste positie | Aantal weken | Opmerkingen |
| ------------------------------------------------------------- | --------------------- | --------------------- | --------------- | ------------ | ----------- |
| Swing the mood                                                | 1989                  | 19-08-1989            | 1(1wk)          | 10           |             |
| That's what I like                                            | 1989                  | 28-10-1989            | 5               | 9            | Alarmschijf |
| That sounds good to me                                        | 1990                  | 07-04-1990            | 15              | 6            |             |